# 洪範九疇
洪範九疇（こうはんきゅうちゅう）は、中国古代の伝説上、夏の禹が天帝から授けられたという天地の大法。単に九疇（きゅうちゅう）あるいは九章（きゅうしょう）、九法（きゅうほう）などともいわれる。洪は「大いなる」、範は「法（のり）」、疇は畝で区切られた田畑の領域から「類（たぐい）」の意味である。その内容は『尚書』洪範篇において殷の箕子が周の武王へ語るかたちで載せられており、君主が水・火・木・金・土の五行にもとづいて行動し、天下を治めることを説いている。儒家経典の中で五行説の中心となるものであり、陰陽説にもとづいた『易』の八卦と表裏の関係とされた。このことから西洋哲学におけるカテゴリの訳語である「範疇」の語源となった。「洪範」とは大きな教えという意味である。

## 九疇の内容
九疇は五行・五事・八政・五紀・皇極・三徳・稽疑・庶徴・五福六極とされ、その内容は以下のようである。
1. 五行 - 水・火・木・金・土
2. 五事 - 貌・言・視・聴・思
3. 八政 - 食・貨・祀・司空・司徒・司寇・賓・師
4. 五紀 - 歳・月・日・星辰・暦数
5. 皇極
6. 三徳 - 正直・剛克・柔克
7. 稽疑 - 卜筮
8. 庶徴 - 休徴・咎徴
9. 五福・六極 - 寿・富・康寧・攸好德・考終命、凶短折・疾・憂・貧・悪・弱

## 朝鮮と洪範九疇
李氏朝鮮の言論人である張志淵は、洪範九疇について以下のように述べている。
箕子とは、中国古代の殷周革命が起きたときの、殷王朝の王族であり、檀君朝鮮末期に、周王朝を避けて朝鮮半島にやってきた。そして、「洪範九疇」によって朝鮮人を教化した。大韓民国の国旗である太極旗の図案は『易』の原理で描かれている。洪範九疇は『易』の原理、儒教の根本の教義であり、箕子はそれを殷王朝を滅ぼし、周王朝を建国した周武王に伝えるとともに、朝鮮にももたらし、「八條之教」によって朝鮮人を教化したことは、『史記』に記されているが、張志淵はそれを「洪範九疇」とみている。
『易』明夷の解釈にことよせて、朝鮮が「儒教宗祖之邦」といってもよいとまで断言してはばからない。そして、箕子が「洪範九疇」を朝鮮にもたらしたことから、孔子が生まれる以前に、儒教の根本の教義が朝鮮に伝わっていたことになる。
『論語』にみえる中国で「道」がおこなわれないことに対する孔子の嘆きの言葉も、箕子が朝鮮で成功したことにあやかろうとして、海外に行ってしまいたい、九夷（東夷）にでもおろうかと、述べたものとする解釈は、李氏朝鮮では通説だった。ただし、残念であるが、孔子の朝鮮への東来は実現することはなく、これについて張志淵は以下のように述べている。

## 洛書と九疇
『易経』繋辞上伝に八卦の由来に関する記述に「天、象を垂れ、吉凶を見（あらわ）す。聖人これに象る。河は図を出し、洛は書を出す。聖人これに則る」とある。ここで黄河から現れた図（河図）や洛水から現れた書（洛書）がいつ現れたかは記されていないが、『漢書』五行志が劉歆の説を挙げ、伏羲の時に河図が現れて、これに則って八卦を作り、禹の治水の時に現れた洛書が洪範九疇であったとした。さらに『尚書』の偽孔伝では夏の禹の時、洛水から神亀が文字を背負って現れたが、そこに九に至る数字があり、禹がそれにもとづいて作ったのが九疇であったとされた。
宋代になると河図洛書は陰陽と数を黒白の圏点で描いた図象として解されるようになり、北宋の劉牧や李覯は、1から10までの五行生成の数を各方位に配した十数図を「洛書」としたが、南宋の朱熹・蔡元定は十数図を八卦の由来となった「河図」とするとともに1から9までの数を中央と八方に縦・横・斜めの総和が15になるように配した九数図を「洛書」とした。やがて朱子学が官学として権威をもつようになると、十数河図・九数洛書の説が広く行われるようになった。

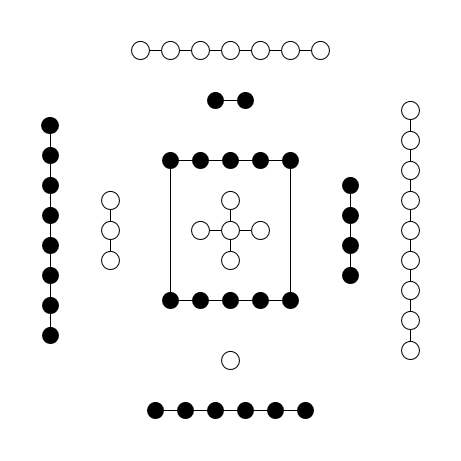
十数図
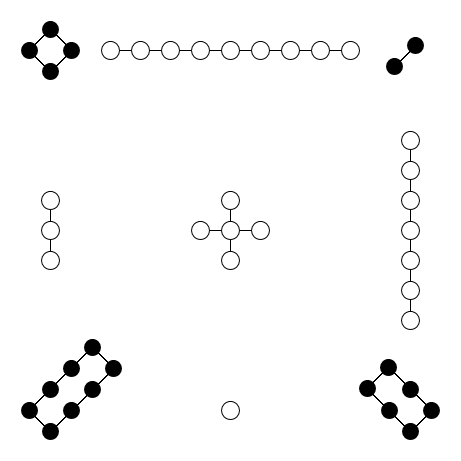
九数図

- 五行生数 - 水1・火2・木3・金4・土5
- 五行成数 - 水6・火7・木8・金9・土10